# Belagerung von Tsingtau
Die Belagerung von Tsingtau (engl. Siege of Tsingtao; jap. 青島の戦い) fand in der Anfangsphase des Ersten Weltkriegs statt. Das im Besitz des Deutschen Reiches befindliche Tsingtau (nach der heute üblichen Transkription: Qingdao) in China wurde während des Ersten Weltkriegs, zwischen dem 13. September und dem 7. November 1914, von vereinigten japanischen und britischen Truppen belagert. Die Belagerung endete mit einem japanisch-britischen Sieg.

## Hintergrund
Im späten 19. Jahrhundert versuchte das deutsche Kaiserreich, ebenso wie andere europäische Großmächte auch, seinen Einfluss in der Welt durch imperialistische Expansion zu erweitern. In China mischte sich das Kaiserreich in lokale Angelegenheiten ein. Nach der Ermordung zweier deutscher Missionare 1897 zwang man die Chinesen, das Gebiet Kiautschou auf der Shandong-Halbinsel ab 1898 für 99 Jahre an das Deutsche Kaiserreich zu verpachten. Die Deutschen begannen daraufhin ihren Einfluss auf die restliche Provinz Shandong auszuweiten und bauten den Hafen von Tsingtau. Der Hafen wurde zum Hauptstützpunkt des Ostasiengeschwaders der Kaiserlichen Marine, welches vorrangig zum Schutz der deutschen Kolonien im Pazifischen Ozean diente.
Die Briten betrachteten die deutsche Präsenz in China als eine Bedrohung ihrer eigenen Interessen und pachteten daraufhin Weihaiwei, welches ebenfalls in der Provinz Shandong lag, während Russland und Frankreich Pachtgebiete in Port Arthur (heute Lüshunkou) und Kwangtschouwan in Besitz nahmen (→ Russische Kolonien, Französische Kolonien). Zudem begannen die Briten damit, enge Beziehungen zu Japan zu knüpfen.
Japan erwarb zu dieser Zeit ebenfalls Kolonialbesitz, auch auf dem asiatischen Festland. Die Annäherung von Japan und Großbritannien mündete am 30. Januar 1902 in der Unterzeichnung der Anglo-Japanischen Allianz. Japan sah darin einen weiteren Schritt auf dem Weg zur Erlangung einer Weltmachtstellung. Durch den Sieg im Russisch-Japanischen Krieg 1905 gewann Japan gegenüber den europäischen Großmächten enorm an Prestige. Die Allianz wurde weiter gestärkt und blieb bis zum Ersten Weltkrieg bestehen.
Mit Beginn des Ersten Weltkriegs bat Großbritannien um japanische Hilfe. Die Regierung unter Premierminister Ōkuma Shigenobu sah im Erstarken des Militärs und dessen Einfluss auf die japanische Politik eine ernste Bedrohung und glaubte, durch Hilfeleistung an Großbritannien auch die Kontrolle über das eigene Militär aufrechterhalten zu können. Die japanische Marine, deren Struktur jener der Royal Navy ähnelte, und auch das japanische Heer verlangten immer drängender nach einer Expansion des japanischen Einflussbereiches.
Die japanische Regierung entschied sich, den in der anglo-japanischen Allianz verbündeten Briten im Krieg beizustehen. Am 15. August 1914 stellte Japan ein Ultimatum an das Deutsche Reich, nach dem alle deutschen Kriegsschiffe aus chinesischen und japanischen Gewässern abzuziehen und Tsingtau an die Japaner zu übergeben sei. Tags darauf erhielt Generalmajor Kamio Mitsuomi, Befehlshaber der japanischen 18. Infanteriedivision, den Auftrag, die Einnahme von Tsingtau vorzubereiten. Nach Ablauf des Ultimatums am 23. August erfolgte die Kriegserklärung Japans an Deutschland, und bereits ab dem 27. August begann die Blockade Tsingtaus von See her.
Zu diesem Zeitpunkt hatte das Ostasiengeschwader unter Maximilian von Spee den Hafen von Tsingtau verlassen, da es noch planmäßig im Juni eine Südseekreuzfahrt begonnen hatte und befand sich nahe der deutschen Kolonie Pagan in den Marianeninseln. Mit Ausnahme des Kreuzers Emden, der Richtung Indischer Ozean entsandt wurde, fuhr das Geschwader von dort aus weiter durch die Südsee und dann an die Westküste Südamerikas. Dort vernichtete es im Seegefecht bei Coronel ein britisches Geschwader, wurde jedoch wenig später selbst im Seegefecht bei den Falklandinseln zerstört.

Qingdao 31. Oktober 1914–7. November 1914
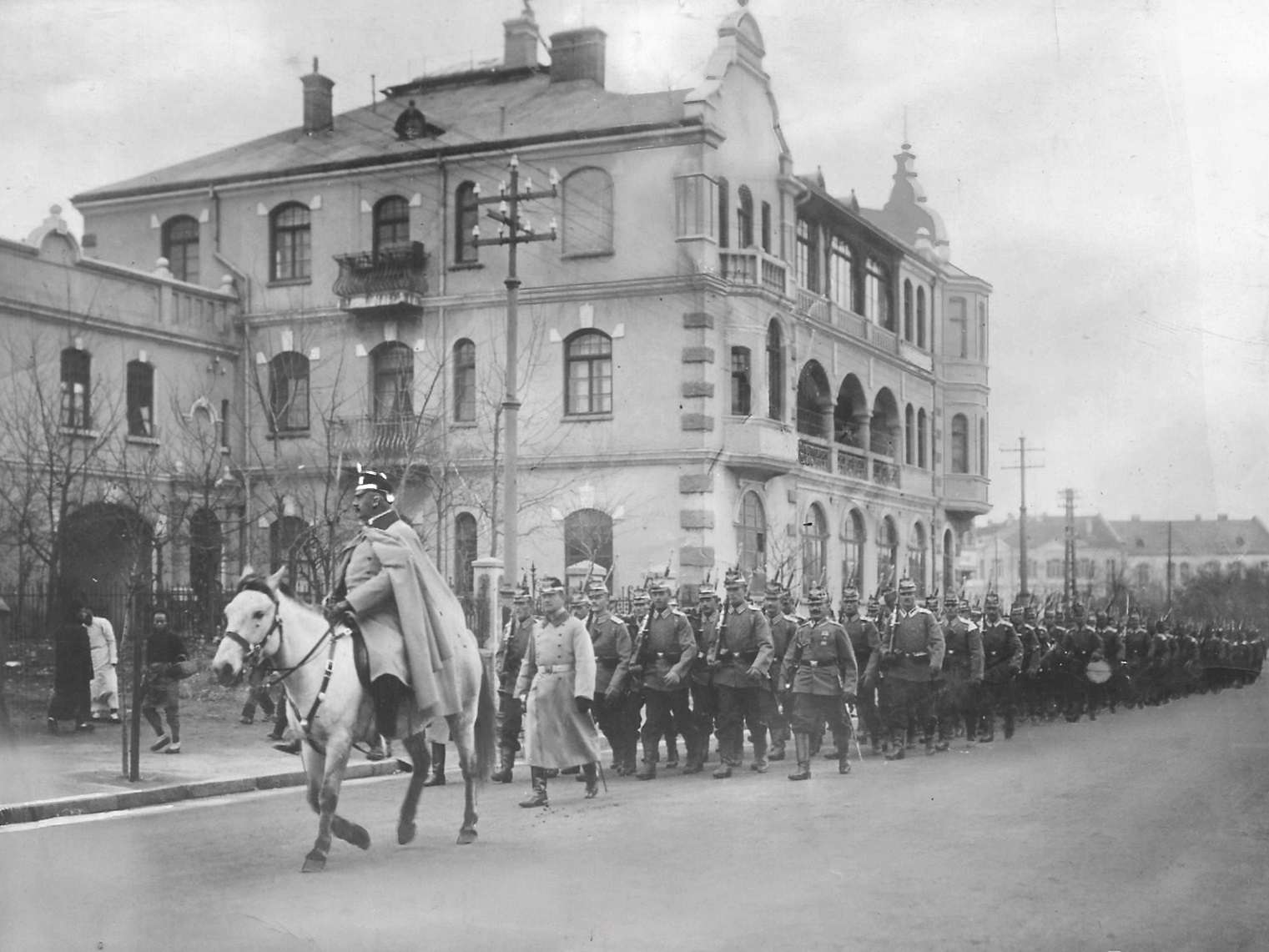
Deutsche Truppen auf dem Weg zu den äußeren Verteidigungsstellungen
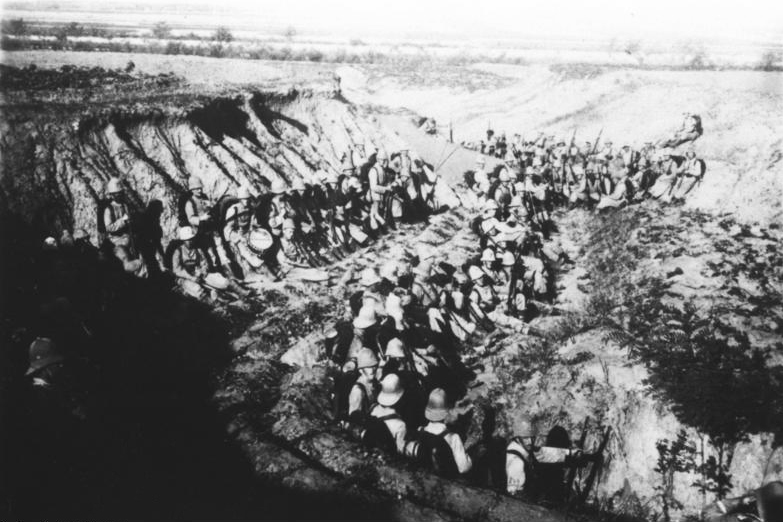
Deutsche Marineinfanteristen in ihren Stellungen
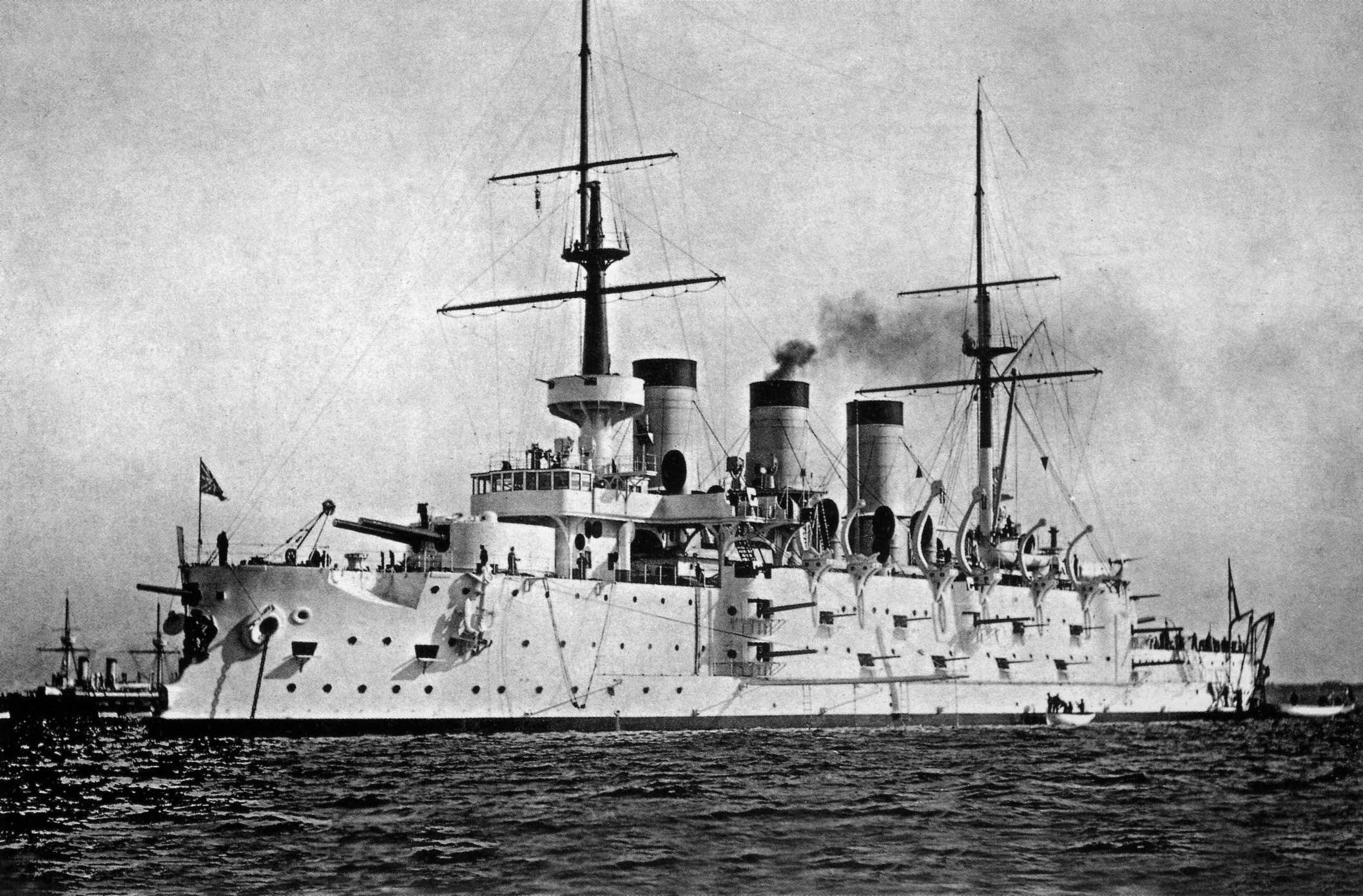
Das japanische Linienschiff Suwō war bei der Schlacht um Tsingtau das Flaggschiff der japanischen Expeditionsflotte
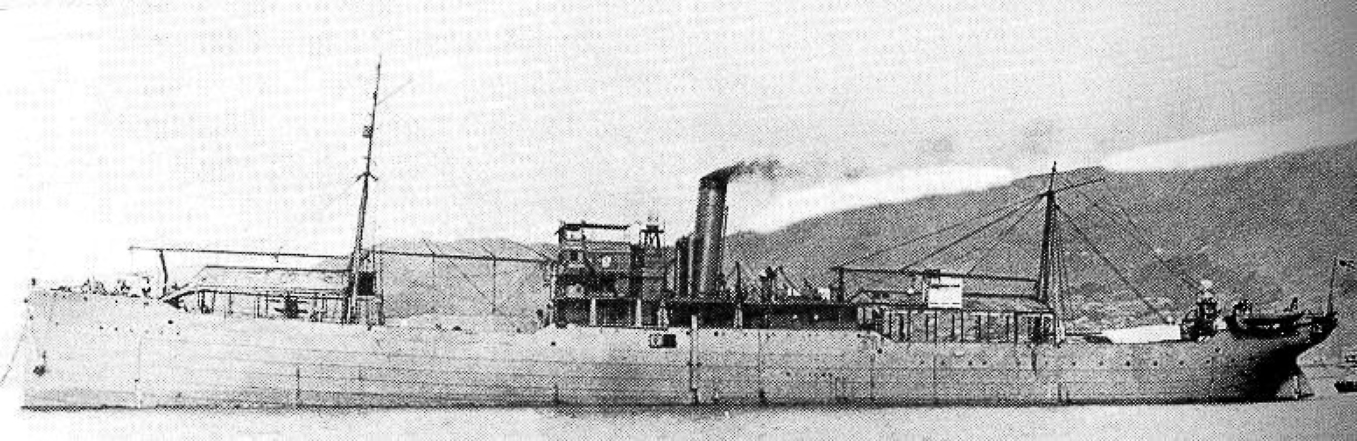
Das japanische Flugzeugmutterschiff Wakamiya, von dem aus die weltweit ersten schiffsgestützten Luftangriffe gegen deutsche Stellungen in Tsingtau geflogen wurden
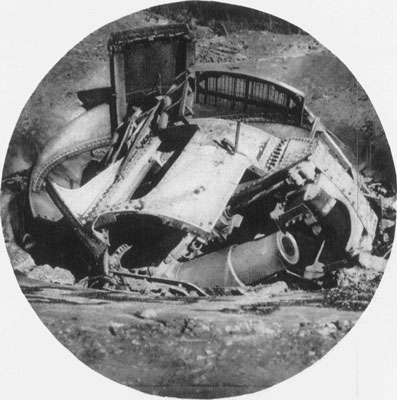
Zerstörtes deutsches Geschütz in der Bismarck-Festung
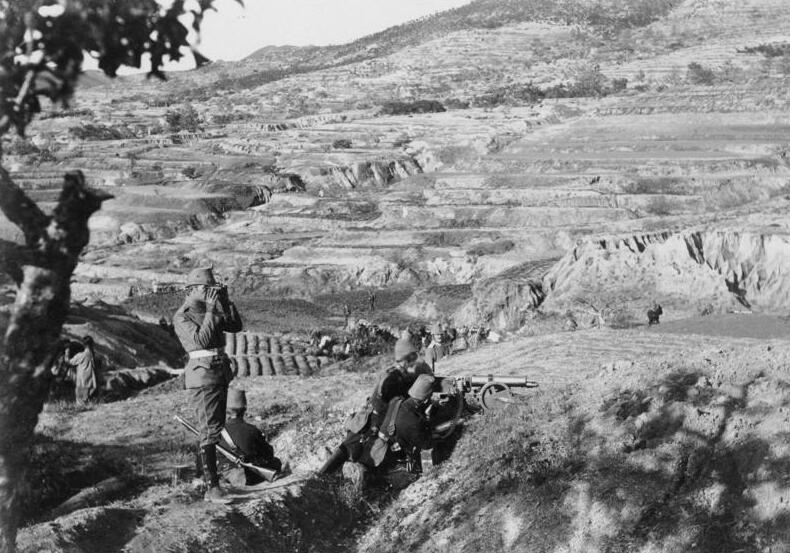
Batterie, Bismarck-Berg
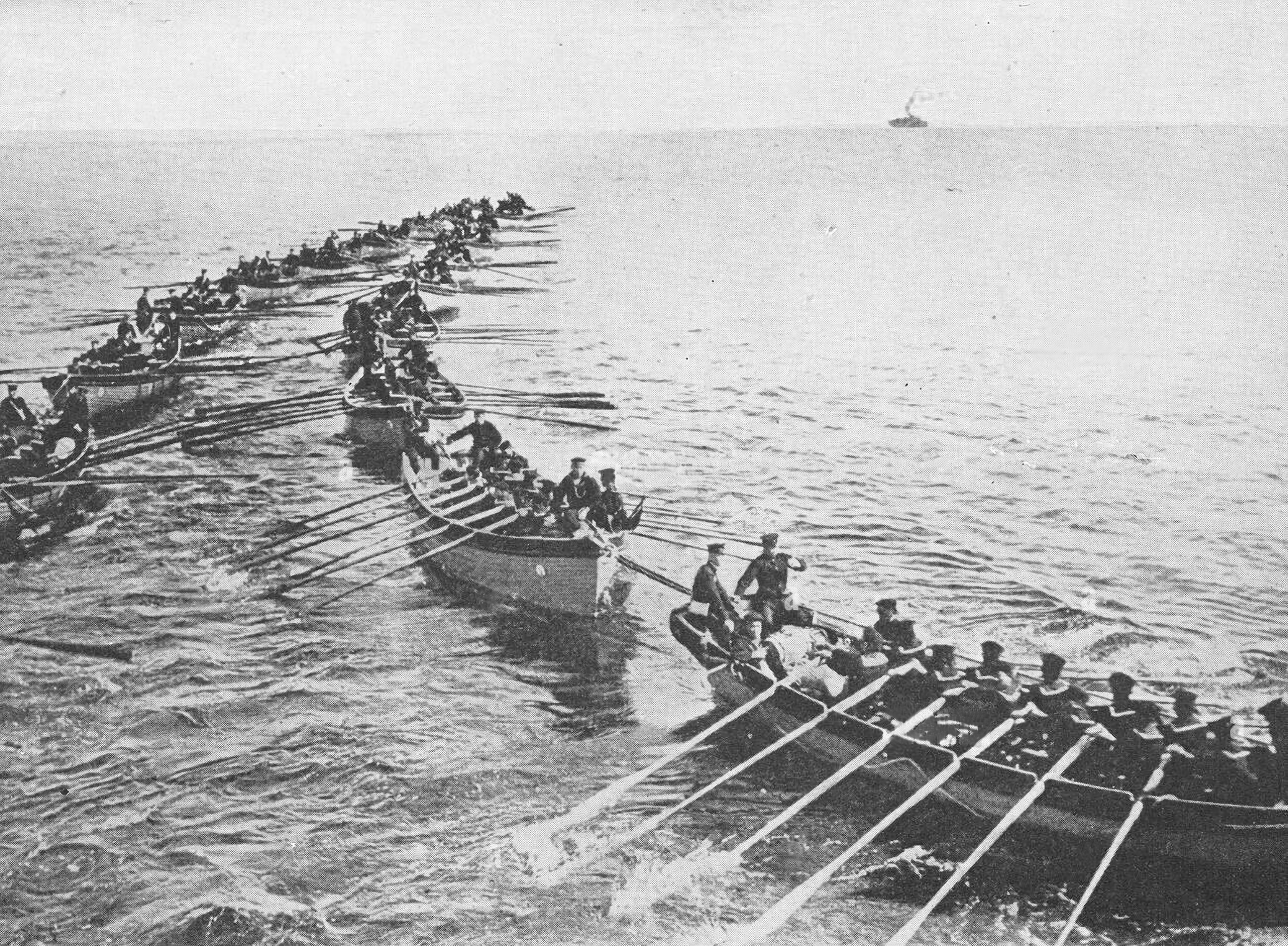
Japanische Truppen nähern sich der Küste bei Tsingtau
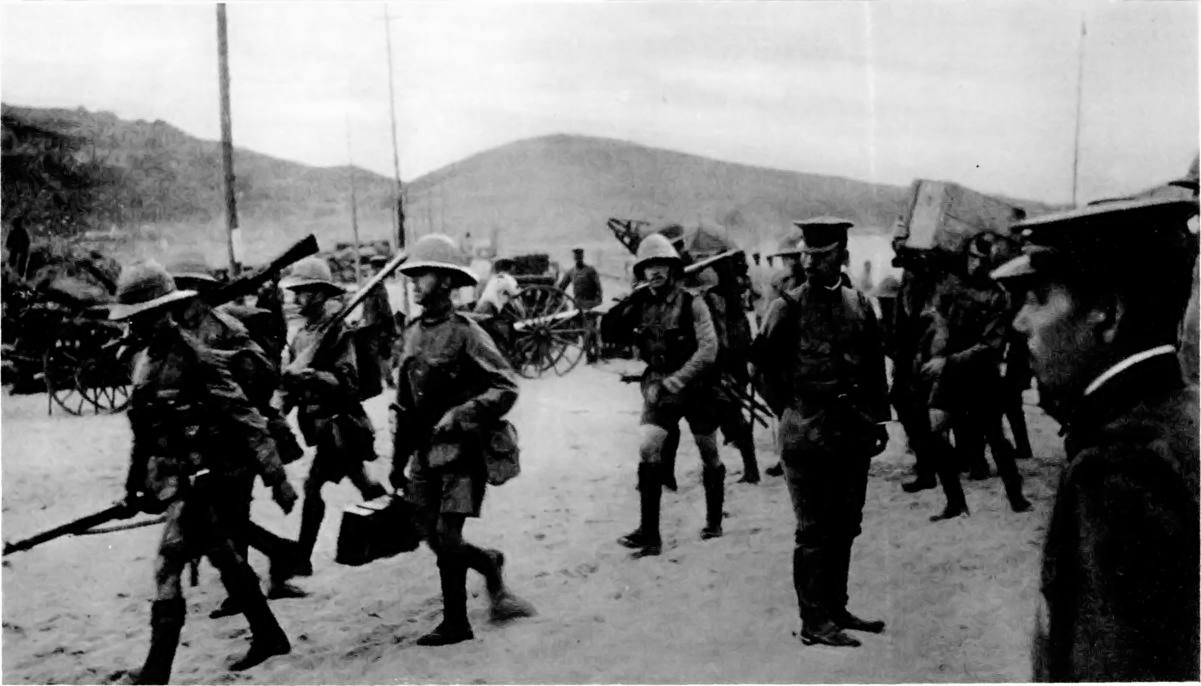
Britische Truppen bei der Ankunft vor Tsingtau
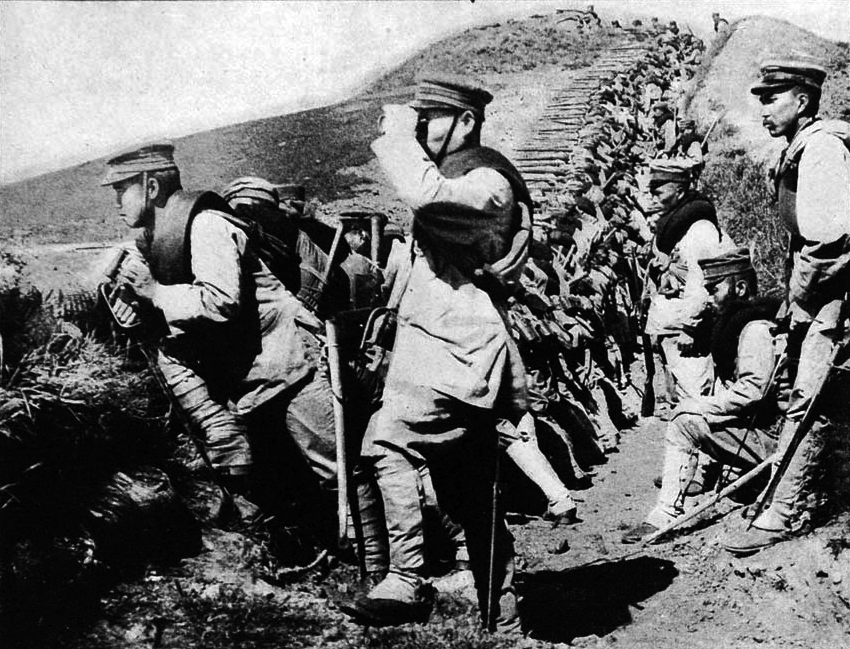
Soldaten der japanischen 18. Division in einem aufgegebenen deutschen Schützengraben
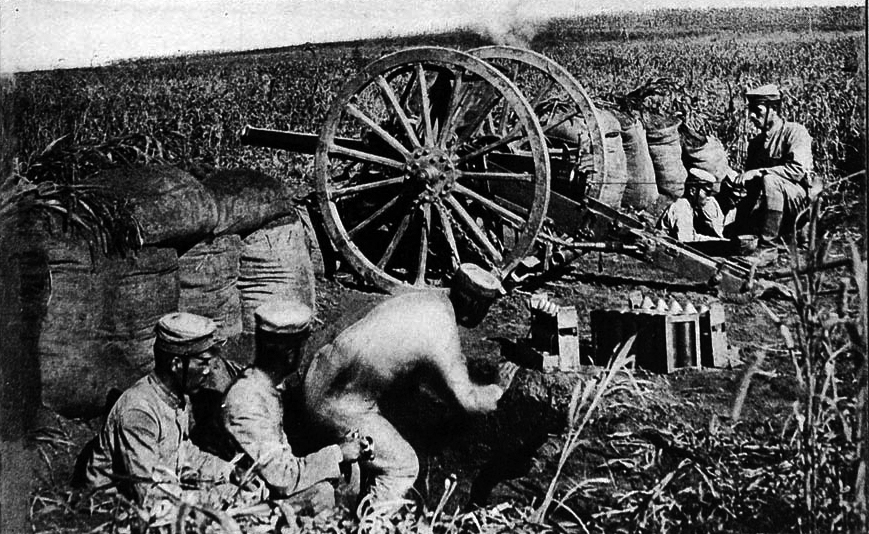
Ein japanisches 75-mm-Feldgeschütz Typ 31 der 18. Division während der Belagerung

## Aufstellung
Die japanische Marine entsandte am 27. August zunächst einige Schiffe unter Vizeadmiral Katō Sadakichi auf dem Linienschiff Suwō (ex-russisch Pobeda) zur Blockade des unter deutscher Kontrolle stehenden Kiautschou. Während des Manövers von Tsingtau schlossen sich den Japanern das britische Linienschiff Triumph und der Zerstörer Usk an. Die britischen Schiffe wurden ohne große Probleme in das zweite Geschwader integriert. Das japanische Geschwader bestand aus überwiegend veralteten, aber auch einigen moderneren Schiffen, darunter die Schlachtschiffe Kawachi und Settsu, der Schlachtkreuzer Kongō und das Flugzeugmutterschiff Wakamiya.
Die 18. japanische Infanteriedivision bildete mit 23.000 Mann die Speerspitze bei den ersten Landungsoperationen. Sie wurde dabei von 142 Artilleriegeschützen unterstützt. Die britische Regierung und auch andere Großmächte waren über die möglichen Absichten Japans in der Region besorgt und beschlossen, ein symbolisches britisches Kontingent aus Tientsin zu entsenden. Die 1.500 Mann starke Truppe wurde von Brigadegeneral Nathaniel Walter Barnardiston kommandiert und bestand aus 1.000 Soldaten des 1. Bataillons der South Wales Borderers, zu denen später 500 (kolonional – rekrutierte) indische Sikhs Soldaten der 36th Sikhs stießen.
Die Landung begann am 2. September bei Lungkow, wo sich zu diesem Zeitpunkt ein Überschwemmungsgebiet befand, und später, am 18. September, in der Bucht von Laoshan, 30 km östlich von Tsingtau. Insgesamt wurden nicht weniger als 58.000 Soldaten der Alliierten gegen Tsingtau aufgeboten, die neben der üblichen Feldartillerie auch mit etwa 100 Belagerungsgeschützen ausgerüstet waren.

## Die Verteidiger
Die Deutschen reagierten auf diese Bedrohung mit der Mobilmachung Tsingtaus und der Konzentration aller vorhandenen asiatischen Hilfstruppen in der Stadt, eingeschlossen die Marinedetachements aus Tientsin und Peking. Kaiser Wilhelm II. erklärte die Verteidigung von Tsingtau zur obersten Priorität, denn er fürchtete einen Prestigeverlust beim Fall der Stadt. Dabei war der Stützpunkt nur unzureichend gegen einen Angriff von der Landseite her befestigt, denn das die Stadt verwaltende Reichsmarineamt hatte dem Ausbau der Hafenanlagen den Vorzug gegeben.
Die deutsche Garnison unter Gouverneur Kapitän zur See Alfred Meyer-Waldeck bestand aus den etwa 1.300 Soldaten des III. Seebataillons (vier Kompanien Marineinfanterie, eine Batterie Feldartillerie und eine berittene Kompanie) sowie ungefähr 3.400 weiteren Marineangehörigen (unter diesen vier Kompanien der Matrosenartillerie-Abteilung Kiautschou und das Ostasiatische Marinedetachement unter Paul Kuhlo), Soldaten, Kolonialpolizisten und Kriegsfreiwilligen. Zusammen kamen die Verteidiger auf etwa 180 Offiziere und 4.550 Kombattanten, darunter chinesische sowie österreich-ungarische Kräfte.
Die Befestigungen Tsingtaus bestanden aus:
- Fort Hui-tschien-Huk auf der gleichnamigen Landzunge an der Iltis-Bucht mit 3 × 15 cm Schnellladegeschützen in Panzerturmdrehlafetten und 2 × 24 cm Krupp-Langrohrgeschützen,
- Fort Yu-ni-san auf der gleichnamigen Halbinsel am Hafen mit 4 × 21 cm Krupp-Langrohrgeschützen,
- Tsingtaubatterie am Hafen mit 2 × 15 cm Schnellladekanonen und 2 × 15 cm Krupp-Langrohrgeschützen,
- Batterie Bismarckberg mit 4 × 28 cm Küstenhaubitzen, in Panzerkuppeln mit 360° Wirkbereich montiert und im gewachsenen Felsen eingelassen,
- Batterie Iltisberg mit 2 × feststehenden 10,5 cm Schnellladegeschützen mit Splitterschild in der oberen Batterie sowie 6 × freistehenden 12 cm Festungsgeschütze mit hohen Rädern auf Holzlafetten in der unteren Batterie,
- fünf Infanteriewerke, von Süden nach Norden durchnummeriert, zur Landseite hin.

Viele der schweren Geschütze waren bei der Einnahme der Taku-Forts im Jahr 1900 erbeutet worden, die 12-Zentimeter-Geschütze der Iltisbergbatterie waren veraltete Belagerungsgeschütze und hatten bereits die Belagerung von Paris 1870 mitgemacht.
Die Panzerkreuzer Scharnhorst und Gneisenau des Ostasiengeschwaders hatten die Stadt am 20. Juni 1914 zu einer geplanten Südsee-Kreuzfahrt verlassen. Der einzig verbliebene Kreuzer Emden lief am 31. Juli aus und kehrte am 6. August nochmals mit seiner ersten Prise, dem russischen Dampfer Rjäsan nach Tsingtau zurück, um noch am gleichen Tag mit seinem künftigen Begleitdampfer Markomannia und dem Hilfskreuzer Prinz Eitel Friedrich wieder auszulaufen und zum Kreuzergeschwader unter Vizeadmiral Maximilian von Spee bei Pagan zu stoßen.
Man verfügte noch über einige kleinere Kriegsschiffe: den österreich-ungarischen Geschützten Kreuzer Kaiserin Elisabeth, das deutsche Torpedoboot S 90 sowie die fünf Kanonenboote Iltis, Jaguar, Tiger, Luchs und Cormoran, deren Bewaffnung und Personal der Ausrüstung der beiden Hilfskreuzer Prinz Eitel Friedrich und Cormoran diente.
Von den Kanonenbooten blieb nach der Ausrüstung der Hilfskreuzer nur Jaguar einsatzfähig. Die Besatzung der Kaiserin Elisabeth wurde zum Teil zur Verstärkung der Landtruppen abgezogen, auch wurden ihre Bug- und Heckgeschütze zur Verstärkung der Landbatterien ausgebaut, während die verbliebene Artillerie den Verteidigern Feuerunterstützung gab. Außerdem befanden sich in Tsingtau zwei Flugzeuge – zwei Rumpler Tauben –, die mit einem der letzten Schiffe vor Errichtung der Seeblockade den Hafen erreicht hatten und von denen eines von Gunther Plüschow geflogen wurde, der später als der „Flieger von Tsingtau“ bekannt wurde.

## Der Angriff

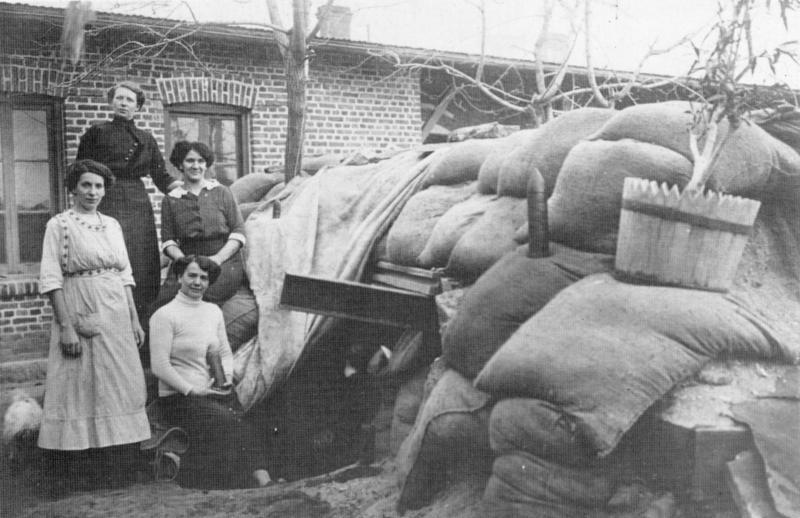
Tsingtau, Unterstand

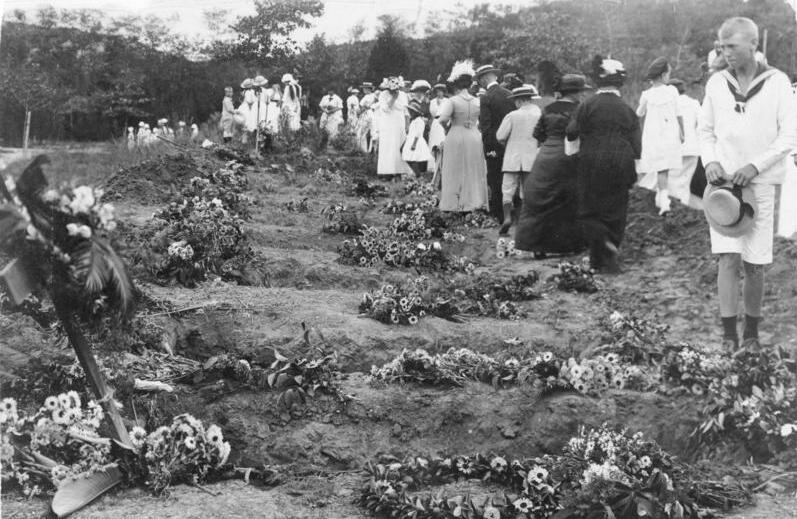
Erste Tote

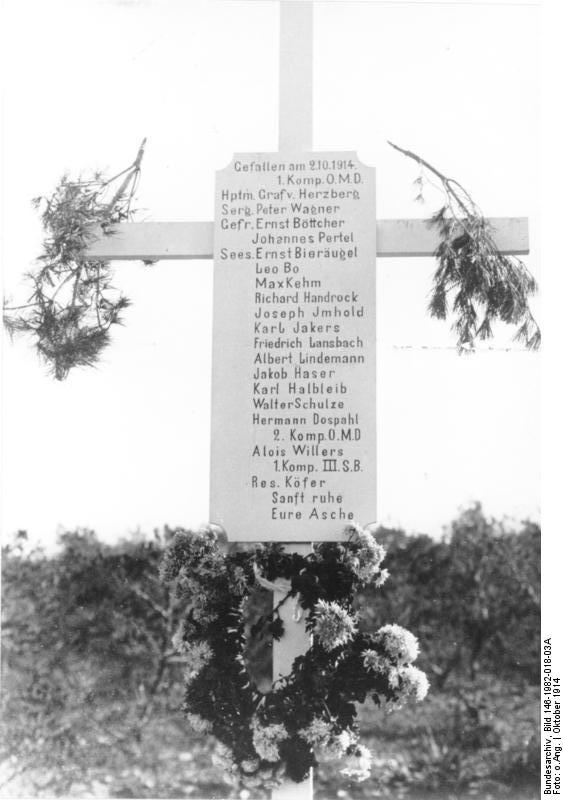
Ein Massengrab deutscher Soldaten

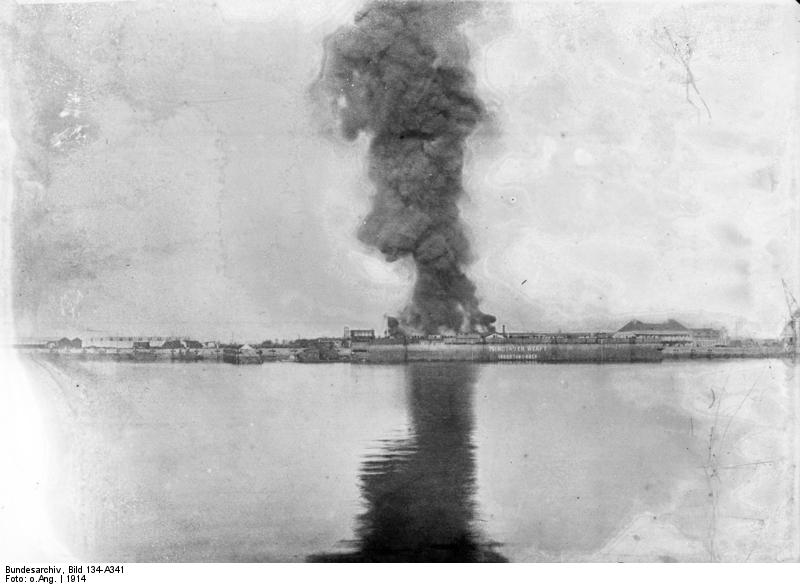
Brand der Werft

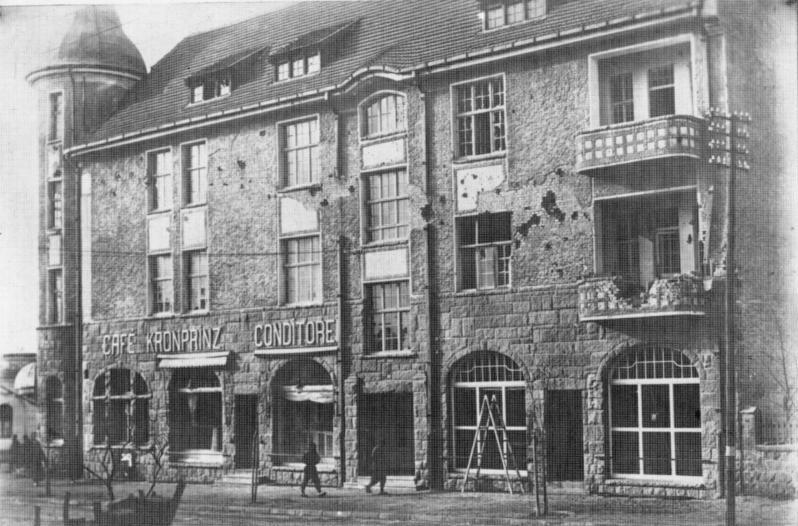
Tsingtau, Splitterwirkung

Die Landungen der Angreifer begannen am 2. September bei Lungkow. Die Befestigungen der Stadt wurden von den Verteidigern um behelfsmäßige Feldbefestigungen erweitert, um den Japanern die Annäherung zu erschweren. Als die Angreifer anmarschierten, zog Meyer-Waldeck seine Truppen von den äußeren zwei Verteidigungsringen zurück und konzentrierte sie auf der innersten Verteidigungslinie.
Bereits am 26. und 27. September versuchten die Angreifer vergeblich, die Befestigungen mit rollenden Sturmangriffen zu überrennen, und erlitten dabei schwere Verluste. Am Tage darauf war die Stadt völlig eingekreist, und die eigentliche Belagerung begann. Vorsorglich versenkten die Verteidiger in der folgenden Nacht die abgerüsteten Kanonenboote Iltis, Tiger, Luchs und Cormoran und den Minenleger Lauting. Während die Japaner sich immer näher an die Befestigungen heranarbeiteten, ihre Belagerungsartillerie in Stellung brachten und mehrere parallele Grabenlinien aushoben, bemühten sich die deutschen Verteidiger nach Kräften, die Arbeiten der Belagerer zu stören. Eines der beiden Flugzeuge stürzte bereits beim ersten Flug ab, wobei der Pilot, Leutnant Friedrich Müllerskowsky, schwer verletzt wurde. Das andere, von Gunther Plüschow geflogene leistete wertvolle Dienste durch Luftaufklärung und Lieferung von Zieldaten für die deutsche Land- und Schiffsartillerie. Zudem versetzte Plüschow den Japanern ständig lästige Nadelstiche, und die deutsche Propaganda machte aus ihm den heldenhaften „Flieger von Tsingtau“, der jedoch auch bei seinen Gegnern durchaus Respekt genoss. Plüschow gab an, ein japanisches  Typ Mo 1913-Flugzeug abgeschossen zu haben, und warf hin und wieder kleine aus Artilleriegranaten gebastelte Bomben auf ihre Stellungen und Schiffe. Die Japaner waren in der Luft jedoch weit überlegen, und die Maschinen des Flugzeugmutterschiffes Wakamiya schrieben Geschichte als die ersten Flugzeuge, die erfolgreich von einem Schiff aus Land- und Seeziele angriffen. Der österreichisch-ungarische Kreuzer Kaiserin Elisabeth und das deutsche Kanonenboot Jaguar wurden vor Tsingtau am 6. September 1914 (mittags) Ziel des ersten seegestützten Luftangriffes in der Geschichte, beide Schiffe wurden dabei nicht getroffen. Die Flugzeuge der Wakamiya waren auch die ersten, welche nachts einen Bombenangriff flogen.
Die Seestreitkräfte der Verteidiger blieben ebenfalls nicht untätig, die Artillerie des Kanonenbootes Jaguar und des k. u. k. Kreuzers Kaiserin Elisabeth gab der Infanterie Feuerunterstützung. In der Nacht des 17. Oktober versuchte das Torpedoboot S 90 aus dem Hafen auszubrechen und versenkte dabei mit einem einzelnen Torpedo den japanischen Geschützten Kreuzer Takachiho, der mit 271 seiner 354 Besatzungsmitglieder unterging. Das Boot konnte jedoch den Blockadekräften nicht entkommen und versenkte sich nach Aufbrauch der Brennstoffvorräte in chinesischen Gewässern selbst.
Am 31. Oktober unternahmen die Japaner einen Generalangriff, um die Stadt pünktlich zum Geburtstag des japanischen Kaisers zu Fall zu bringen. Sie wurden jedoch abgeschlagen, und so begannen sie mit einer siebentägigen planmäßigen Beschießung der Festungsanlagen, wobei sie eine ähnliche Vorgehensweise wählten wie neun Jahre zuvor bei der Belagerung von Port Arthur. Wie schon damals beschossen landgestützte japanischen 28-cm-Haubitzen die Befestigungen und Forts, während die Infanterie unter dem Schutz des Sperrfeuers ihre Laufgräben näher an die Stadt herantrieb, um zum Sturm ansetzen zu können. Die Deutschen leisteten zähen Widerstand und erwiderten das Feuer mit ihren schweren Geschützen, bis die Munition ausging. Am 2. November versenkte die Restbesatzung der Kaiserin Elisabeth ihren Kreuzer, nachdem diesem die Munition ausgegangen war.
In der Nacht zum 6. November gelang der japanischen Infanterie der Einbruch in die letzte Verteidigungslinie, und trotz heftigen Widerstandes wurden die Verteidiger in die Stadt zurückgeworfen. Die Angreifer beherrschten nun die Höhen über der Stadt, und da die Deutschen ihre Munition verschossen hatten und weiterer Widerstand sinnlos war, zerstörten sie die noch intakten Verteidigungsanlagen, versenkten in der Nacht das letzte verbliebene Kriegsschiff, das Kanonenboot Jaguar, und baten um die Aufnahme von Kapitulationsverhandlungen.

## Die Kapitulation und Folgen

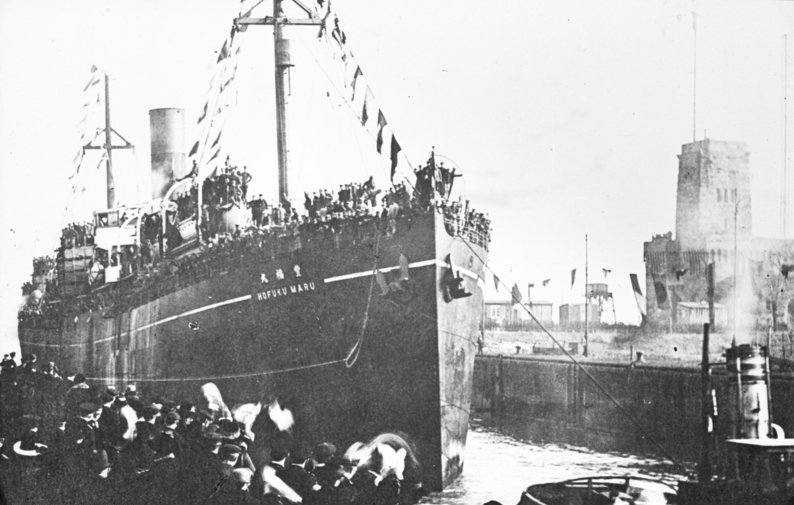
Ankunft der ersten Kriegsgefangenenrückkehrer in Wilhelmshaven (Februar 1920)

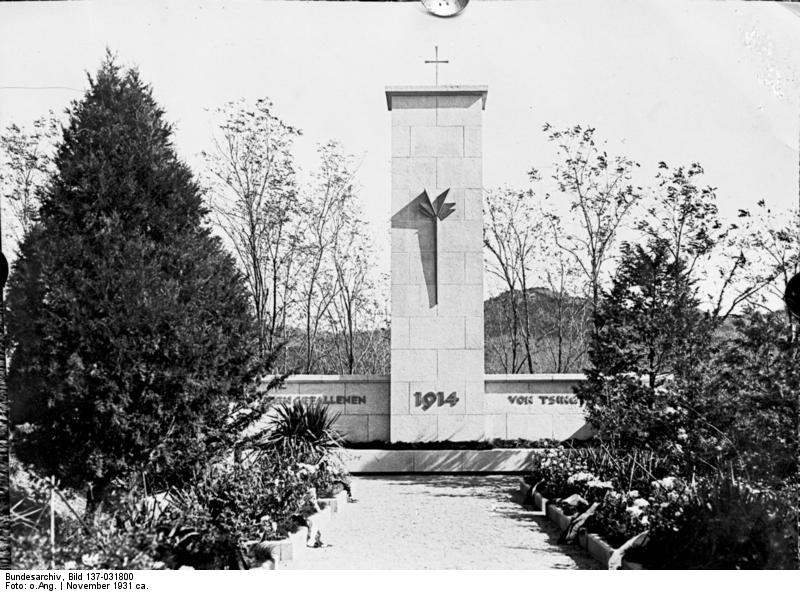
Gefallenendenkmal Tsingtau, 1931

Am 7. November 1914 ergaben sich die deutschen Truppen gemeinsam mit ihren österreich-ungarischen Alliierten.
Die Stadt wurde unter ehrenvollen Bedingungen übergeben, und die Soldaten und viele deutsche Beamte wie Karl Joseph Wilhelm Juchheim wurden in Japan interniert, unter anderem im Kriegsgefangenenlager Bandō. Die meisten deutschen Zivilisten konnten in Tsingtau bleiben und ihre Geschäfte fortführen. Der Flieger Gunther Plüschow entkam mit einer Etrich Taube als einziger Deutscher aus Tsingtau, er führte dabei die letzten Depeschen des Gouverneurs und die Spitze der Bataillonsflagge des III. Seebataillons mit sich. Nach einer neun monatigen Odyssee über Shanghai, San Francisco, London und den (neutralen) Niederlanden, kam er 1915 in Deutschland an, wo er nach seiner Ankunft kurzzeitig als Spion festgehalten wurde.
76 Schwerverwundete wurden an die Briten abgegeben, die zwar keine Gefangenen gemacht hatten, aber gegenüber Japan das Abstellen von Gefangenen gefordert hatten. Die meisten Gefangenen wurden im Dezember 1919 und im Januar 1920 entlassen.
Am 7. November 1931 wurde in Tsingtau ein Denkmal in Erinnerung an die Gefallenen der Belagerung von 1914 eingeweiht.

### Zeitgenössische Literatur
- Otto von Gottberg: Die Helden von Tsingtau. Ullstein, Berlin/Wien 1915 (Digitalisat).
- Gunther Plüschow: Die Abenteuer des Fliegers von Tsingtau. Ullstein, Berlin 1916 (Digitalisat); Neuauflage: Deutscher Verlag, Berlin 1939.
- Tageblatt für Nord-China (Hrsg.): Kriegstagebuch der Belagerung von Tsingtau, 23. Juli bis 29. November. Tientsin 1915 (Digitalisat).
- Waldemar Vollerthun: Der Kampf um Tsingtau. Eine Episode aus dem Weltkrieg 1914/1918 nach Tagebuchblättern. S. Hirzel, Leipzig 1920 (Digitalisat).
- Carl Johannes Voskamp: Aus dem belagerten Tsingtau: Tagebuchblätter. Berliner Evang. Missionsgesellschaft, Berlin 1915 (Digitalisat).
- Otto Wiesinger[2]: Als Kriegsfreiwilliger in Tsingtau: Bilder und Erlebnisse aus der Belagerungszeit; Nössler, Shanghai 1915.

### Spätere Literatur
- Charles B. Burdick: The Japanese Siege of Tsingtao (1976)
- Cyril Fallsm: The Great War, (1960). S. 98–99.
- Karl Vogt: Aus der Lebenschronik eines Japandeutschen 1897 - 1941; (1962) S. 64-101 (Digitalisat).
- Edwin P. Hoyt: The Fall of Tsingtao (1975)
- John Keegan: The First World War, Alfred A. Knopf, New York 1998, S. 206
- Gerhard Hirschfeld (Hrsg.): Enzyklopädie Erster Weltkrieg, Schöningh, 2004, S. 930
- Donko, Wilhelm M.: Österreichs Kriegsmarine in Fernost: Alle Fahrten von Schiffen der k.(u.)k. Kriegsmarine nach Ostasien, Australien und Ozeanien von 1820 bis 1914.
- Hans-Martin Hinz, Christoph Lind (Hrsg.): Tsingtau. Ein Kapitel deutscher Kolonialgeschichte 1897–1914. Deutsches Historisches Museum u. a., Berlin 1998, ISBN 3-86102-100-5, online.
- Peter Andreas Popp: Der Kampf um Kiautschou und Tsingtau. August bis November 1914. In: Markus Pöhlmann, Harald Potempa, Thomas Vogel (Hrsg.): Der Erste Weltkrieg 1914–1918. Der deutsche Aufmarsch in ein kriegerisches Jahrhundert. Im Auftrag des Zentrums für Militärgeschichte und Sozialwissenschaften der Bundeswehr, Bucher, München 2014, ISBN 978-3-7658-2033-5, S. 274–281.